# Gratis
Gratis är ett ursprungligen latinskt ord, gratiis, som betyder "av nåd", som innebär att man får något till skänks, dvs. utan motprestation.
Från den teologiska betydelsen med innebörd som "Guds nåd är var morgon ny", har begreppet spritt sig till det världsliga vardagsspråket och innebär något som användaren inte behöver betala för. Raoul Vaneigem är en av de filosofer som anser att allting borde vara gratis i samhället.
Motsatsen till nåd föreligger i det diplomatiska språkets persona non grata, en icke önskvärd person, vilket kan betyda utvisning av personal vid ett främmande lands ambassad, eller att man vägrar inresevisum för någon utländsk besökare, som anses misshaglig.

## Etymologi
Gratis kommer från latinets gratis, av gratiis och gratia, i betydelsen ”ynnest” eller ”tack”. Jämför gratifikation. Ordet förekommer i ett antal språk med samma betydelse, som exempelvis afrikaans, slovakiska, tjeckiska, ungarska, kroatiska, serbiska, polska, franska, holländska, spanska, portugisiska, italienska, rumänska, indonesiska, de nordiska språken, tyska, engelska och några av de övriga germanska språken.